# Charlotte Lewis (atriz)
Charlotte Lewis (Kensington, 7 de agosto de 1967) é uma ex-atriz inglesa, com ascendência iraquiana e chinesa.

## Biografia
Lewis fez sua estreia no cinema ainda adolescente no filme Pirates, de Roman Polanski, em 1986. Ela seguiu no mesmo ano como a protagonista feminina em The Golden Child, ao lado de Eddie Murphy.  Outras aparições posteriores incluem o filme Tripwire (1990) e Storyville (1992), ao lado de James Spader. Ela teve um papel coadjuvante em Men of War (1994), ao lado de Dolph Lundgren, e no filme Decoy (1995). Lewis apareceu no filme Hey DJ, de 2003 .
Lewis também apareceu em uma sessão de fotos de capa na edição de julho de 1993 da revista Playboy. 
Em 1995, Lewis apareceu no filme de terror erótico lançado diretamente em vídeo Embrace of the Vampire (estrelado por Alyssa Milano) e fez uma participação especial em um episódio da sitcom Seinfeld como a namorada aparentemente bulímica de George Costanza.
Lewis atuou no filme Lost Angels de 2019 interpretando Angie Malone, um dos papéis principais.

## Controvérsias

### Acusação contra Roman Polanski
Em 14 de maio de 2010, Lewis e sua advogada Gloria Allred, de Los Angeles, acusaram Roman Polanski de ter abusado sexualmente de Lewis quando ela tinha 16 anos, enquanto os dois trabalhavam em Pirates. De acordo com Lewis, o incidente ocorreu no apartamento de Polanski em Paris em 1983.
Em 17 de maio de 2010, um artigo questionou o testemunho de Lewis ao fazer referência a um relato de eventos que ela deu em uma entrevista ao News of the World do Reino Unido, na qual ela falou de um relacionamento com Polanski, junto com vários outros atores. Mais tarde, em dezembro de 2019, a revista francesa L'Obs voltou à história do News of the World, relatando uma "campanha violenta para desacreditá-la" na mídia. Lewis disse: "Eu estava completamente sozinha em 2010. Ninguém acreditou em mim. Eles disseram que eu era uma prostituta, uma mentirosa. Estou um pouco ansiosa para falar. A mídia me deixou tão deprimida."
Lewis entrou com uma ação por difamação, e Polanski foi indiciado sob a lei francesa. Ela declarou ao tribunal, especializado em casos de mídia e preocupado com a difamação e não com a acusação de estupro, que havia se tornado vítima de uma "campanha de difamação" que "quase destruiu" sua vida. Polanski não compareceu a nenhuma das audiências, incluindo o veredito proferido a seu favor em maio de 2024, quando foi absolvido da acusação de difamação.